# Vladimír Weiss (ur. 1964)
Vladimír Weiss (ur. 22 września 1964 w Bratysławie) – słowacki piłkarz grający na pozycji pomocnika, obecnie trener piłkarski.
Uczestnik Mistrzostw Świata w 1990 roku.
Jego syn Vladimír Weiss występuje w słowackim zespole Slovan Bratysława.

## Kariera piłkarska

### Klubowa
Pierwszym poważnym klubem piłkarza był Agro Hurbanovo, gdzie grał dwa sezony. W 1986 gracz przeszedł do Interu Bratysława, gdzie występował 7 lat i zagrał 126 meczów, zdobywając 28 bramek. Następnym klubem piłkarza była Sparta Praga, w której rozegrał 4 mecze, zdobywając 1 bramkę. W tym samym sezonie (1993) Vladimír Weiss przeniósł się do Petry Drnovice prowadzonej przez Karela Brücknera. Następnie piłkarz występował w klubach 1. FC Košice i DAC Dunajská Streda. Dopiero w 1996 roku znalazł klub, w którym zagrał dłużej niż jeden sezon. W Artmedii Petržalka występował od 1996 do 2000 (również jako asystent trenera). Gdy w 2000 roku zakończył karierę piłkarską, pozostał w klubie i został jego trenerem.

### Reprezentacyjna
W latach 1988–1990 piłkarz występował w reprezentacji Czechosłowacji, z którą brał udział w Mistrzostwach Świata 1990. Jego drużynie udało się dojść do ćwierćfinału. Rozegrał w sumie 19 meczów, zdobywając 1 bramkę. Po rozpadzie Czechosłowacji rozpoczął grę w reprezentacji Słowacji, gdzie zagrał 12 meczów, strzelając 1 bramkę.

## Kariera trenerska
Jako trener Artmedii Bratysławy wygrał słowacką I ligę i udało mu się awansować do fazy grupowej Ligi Mistrzów 2005/06. Ostatecznie drużyna pod wodzą Weissa zajęła 3. miejsce w grupie, co dało jej szansę gry w Pucharze UEFA. Zespół jednak dwukrotnie uległ klubowi Lewski Sofia i nie udało mu się awansować do 1/8 finału. W lutym 2006 roku trener przeniósł się do rosyjskiego klubu Saturn Ramienskoje. Podczas pracy w nowym klubie zakupił kilku słowackich piłkarzy z jego poprzedniego klubu. Drużyna w sezonie 2006/2007 zajęła 5. miejsce w lidze. W czerwcu 2007 trener powrócił do Artmedii Bratysława. Od czerwca 2008 do stycznia 2012 był trenerem reprezentacji Słowacji. Od sierpnia 2011 roku łączył pracę w reprezentacji z pracą trenera w klubie Slovan Bratysława. Szkoleniowcem Slovana był do lipca 2012. W latach 2012–2015 był trenerem Kajratu Ałmaty. 14 marca 2016 został selekcjonerem reprezentacji Gruzji. 29 marca 2016 gruzińska kadra rozegrała pierwszy mecz pod jego przewodnictwem, który zakończył się remisem 1:1 z Kazachstanem.

### Sukcesy trenerskie
Z klubem Artmedia Bratysława
- Puchar Słowacji (2004)
- Mistrzostwo Słowacji (2005)
- Awans do fazy grupowej Ligi Mistrzów (2005)

Z reprezentacją Słowacji
- Awans do Mistrzostw Świata (2010)

## Nagrody
- W 2009 roku otrzymał Krištáľové krídlo[10]